# Bélesta (Ariège)
Bélesta es una localidad y comuna francesa situada en la región de Occitania, departamento francés del Ariège, en el distrito de Foix, en el valle del río Hers.
A sus habitantes se le denomina por el gentilicio en francés Bélestariens.

## Demografía
| 1265 | 1330 | 1441 | 1386 | 1337 | 1179 |
| Para los censos de 1962 a 1999 la población legal corresponde a la población sin duplicidades (Fuente: INSEE [Consultar]) |      |      |      |      |      |

## Lugares de interés
- Fontestorbes, aguas subterráneas que aforan a la superficie intermitentemente.
- Bosque de Bélesta, antiguo bosque real de abetos.
- Castillo medieval de Bélesta, del siglo XIII.
- Castillo de Montségur en las proximidades.